# Rozvaha

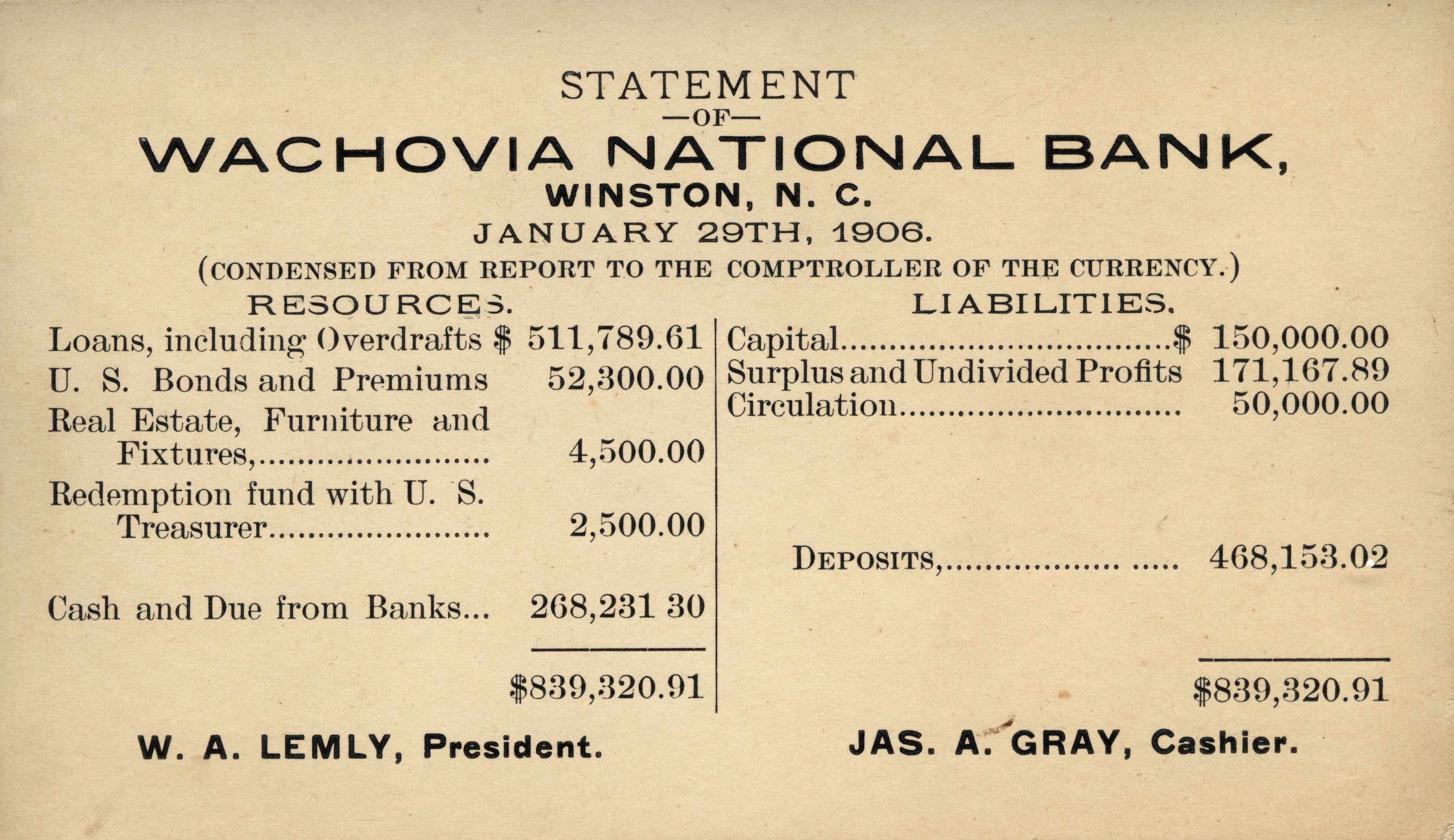
Rozvaha americké banky (1906)

Rozvaha (zastarale bilance) je jedním ze základních výkazů účetní závěrky. Tento finanční výkaz podává přehled o majetku podniku (aktivech) a zdrojích jeho krytí (pasivech) v peněžním vyjádření k určitému datu (rozvahovému dni) a umožňuje tak posoudit finanční postavení podniku. Rozvaha se proto také někdy nazývá výkazem o finanční pozici.
Na rozdíl od jiných účetních výkazů (například výkazu zisku a ztráty), které zobrazují hodnoty platné za určité období (tokové veličiny), zobrazuje rozvaha hodnoty platné k určitému okamžiku (stavové veličiny).
Formálně správně sestavená rozvaha musí splňovat základní bilanční rovnici – tzn. součet aktiv se musí rovnat součtu pasiv. Obsah, rozsah a formu rozvahy určují účetní standardy, podle kterých se výkaz sestavuje (a podle kterých se většinou vede i celé účetnictví).

## Druhy rozvahy
Účetní jednotky sestavují rozvahu k různým okamžikům. Podle toho se rozlišuje:
- zahajovací rozvaha, sestavená na počátku činnosti účetní jednotky,
- počáteční rozvaha, sestavovaná na počátku každého účetního období,
- konečná rozvaha, sestavovaná na konci každého účetního období,
- mezitímní rozvaha
- mimořádná rozvaha, sestavovaná za neobvyklých okolností, jako je např. vstup účetní jednotky do likvidace, její fúze apod.,
- srovnávací rozvaha (používá se při finanční analýze).

Počáteční a konečná rozvaha jsou rozvahy řádné, neboť se sestavují pravidelně. Je logické požadovat, aby počáteční rozvaha následujícího roku byla shodná s konečnou rozvahou roku předcházejícího, neboť se sestavují k témuž okamžiku. Tato zásada vyjadřuje požadavek bilanční kontinuity. V některých případech (např. při změně účetních předpisů vyžadujících jinou strukturu položek či jinou hloubku jejich členění) může být kontinuita narušena, avšak základní bilanční rovnice musí být zachována, tj.: suma AKTIV = suma PASIV

## Definice stavebních prvků rozvahy
Aby rozvaha věrně informovala uživatele účetních informací o finančně-majetkové struktuře dané entity, o její schopnosti splácet dluhy, obecně o jejím finančním zdraví, je nutné přesněji vymezit prvky rozvahy. Ty jsou definovány v mezinárodních standardech účetního výkaznictví (IFRS) jako aktiva, závazky a vlastní kapitál. Aktiva mohou nabývat různé podoby - mohou to být hmotné i nehmotné statky, které entita užívá při výkonu své činnosti. Jejich základní charakteristikou je jejich schopnost přinášet entitě užitek. Závazky představují nároky věřitelů, neboť představují zdroje financování, které bude muset entita svým věřitelům vrátit v době jejich splatnosti. Jsou to v současnosti existující povinnosti entity, které v budoucnu povedou (při jejich úhradě) ke snížení ekonomického prospěchu (k odtoku peněžních prostředků nebo jiných aktiv. Vlastní kapitál představuje nároky vlastníků. Platí:
Suma AKTIV = Suma ZÁVAZKŮ + Suma VLASTNÍHO KAPITÁLU

### Definice aktiv
Aktiva jsou ekonomické zdroje, které jsou výsledkem minulých událostí a u nichž se očekává, že entitě přinesou budoucí ekonomický prospěch, budoucí užitek (očekávají se „přítoky“ do entity). Budoucí ekonomický prospěch ztělesněný v aktivech se chápe jako přímý či nepřímý potenciální příspěvek ke zvýšení peněžních prostředků nebo jejich ekvivalentů. Budoucí ekonomický prospěch uložený v aktivech se může projevit různými způsoby. Nejčastěji bývá aktivum užito (samostatně nebo v kombinaci s jinými aktivy) při výrobě výrobků či poskytování služeb určených k prodeji, použito k úhradě závazku, může být prodáno apod.

### Definice závazků
Závazky jsou současné (v přítomnosti existující) povinnosti, které pocházejí z minulých událostí a u kterých se očekává, že jejich vyrovnání vyústí do snížení prostředků, jež povede ke snížení ekonomického prospěchu (očekávají se "odtoky" z entity). Úhrada přítomných závazků znamená pro entitu obvykle nutnost vzdát se části prostředků, v nichž je obsažen ekonomický prospěch. Uspokojení závazku může probíhat různými způsoby, např. úhradou peněžními prostředky či jiným aktivem, poskytnutím (proti)služby aj.

### Definice vlastního kapitálu
Tento prvek rozvahy není definován. Vymezuje se jako reziduální (zbytková) část vyplývající z rozdílu mezi aktivy a závazky. To ale neznamená, že se v rozvaze uvádí jedinou položkou. Členění vlastního kapitálu obvykle vyjadřuje jednak způsoby jeho vzniku, jednak právní a jiná omezení, která musí entita ctít při rozhodování o jeho rozdělování. Členění vlastního kapitálu odráží povahu a zaměření činnosti dané entity, je proto velmi různorodé. V podnikatelských entitách je vlastní kapitál v zásadě tvořen jednak souhrnem vkladů vlastníků do dané entity a jednak ziskem, kterého daná entita svojí činností dosáhla. Může být ale tvořen i jinými způsoby (např. darem, kapitalizací závazku apod.).

### Rozpoznávání aktiv a závazků
Definice aktiv a závazků uvádí pouze jejich podstatné rysy, nespecifikují však další kritéria, která musí být navíc splněna jako podmínka jejich vykázání v rozvaze. Koncepční rámec IFRS proto obsahuje stať o procesu rozpoznávání. Jím se ověřuje (testuje), zda položka vyhovující některé z definic splňuje další kritéria. Taková (vyhovující) položka je verbálně popsána, vyjádřena v peněžní částce, vykázána (podle své povahy) v rozvaze a zahrnuta do jejího součtu. Zmíněná další kritéria jsou dvě a jsou formulována jako koncept pravděpodobnosti a spolehlivosti ocenění:
1. je velmi pravděpodobné, že budoucí ekonomický prospěch spojený s určitou položkou do entity přijde (v případě aktiva) nebo z ní odejde (v případě závazku), a současně
2. položce lze přisoudit hodnotu, jež může být spolehlivě změřena (oceněna).

Koncept pravděpodobnosti se používá s ohledem na stupeň nejistoty, s níž budoucí ekonomický užitek spojený s danou položkou do entity přijde nebo z ní odejde. Odhad stupně nejistoty se provádí na základě informací dostupných v době, kdy se finanční výkazy sestavují. Oceňování je proces spojený s určením peněžní částky, jež byla položce v procesu jejího rozpoznávání přiřazena a v níž bude položka vykázána v rozvaze. V některých případech musí být ocenění odhadnuto. Používání přiměřených odhadů je podstatnou součástí přípravy finančních výkazů a nechápe se jako ohrožení spolehlivosti, pokud jsou odhady provedeny profesionálně a nezaujatě. Na základě definic a kritérií rozpoznávání aktiv a závazků je možno shrnout jejich základní znaky.
Základní znaky aktiva:
- aktivum je danou entitou „ovládáno“, to znamená, že entita má právo s ním disponovat - má jistotu, že si bude moci přisvojit prospěch, který z jeho použití (resp. využívání) vyplynou,
- existuje pravděpodobnost, že aktivum v budoucnu očekávaný užitek přinese,
- nabytí aktiva je výsledkem minulých událostí,
- aktivum lze s dostatečnou spolehlivostí ocenit s ohledem na jeho očekávanou užitečnost.

Základní znaky závazku:
- závazek vyjadřuje současnou povinnost konat jistým způsobem, tj. provést vypořádání, které s velkou pravděpodobností způsobí snížení ekonomického prospěchu,
- existence přítomného závazku je výsledkem minulých událostí,
- závazek lze s dostatečnou spolehlivostí ocenit.

## Klasifikace prvků rozvahy
Rozvaha "portrétuje" finanční důsledky transakcí, jak se jeví k určitému časovému okamžiku, a to tak, že je seskupuje do prvků (širokých tříd) podle jejich ekonomických charakteristik. Tyto prvky jsou v rozvaze hlouběji tříděny (subklasifikovány) do nižších tříd (položek), např. podle jejich povahy nebo podle jejich funkce v činnosti účetní jednotky, vždy se záměrem poskytnout informace pro rozhodování. Při sestavování rozvahy pak probíhá proces sumarizace jednotlivých položek podle jejich společných vlastností tak,aby bylo vyhověno přijatým třídícím hlediskům.
Z mezinárodního hlediska jak struktura aktiv a pasiv v rozvaze, tak i samotný formát rozvahy nemají universální podobu a mnohdy nemají ani neměnný, předem striktně definovaný obsah. V různých zemích se lze tudíž setkat s různými variantami, a to i v případě, že byla rozvaha sestavena ve shodě s IFRS. Přes značnou nejednotnost lze odvodit základní znaky, které formují rozvahu téměř vždy. U aktiv a závazků je to jejich rozlišení na dlouhodobé a krátkodobé, u pasiv jejich třídění na vlastní zdroje (vlastní kapitál) a cizí zdroje (závazky).

### Klasifikace aktiv
Obecně je možno aktiva klasifikovat různě. Ve finančním řízení se lze setkat s jejich členěním na reálná a finanční: pod reálnými aktivy se rozumí např. nemovitosti, pozemky, stroje, ale také patenty nebo obchodní značky; finanční aktiva naproti tomu zahrnují peněžní prostředky, dluhopisy nebo akcie. V oblasti investování se aktivum chápe jako investiční nástroj držený za účelem výnosu. V účetnictví vyjadřuje aktivum jakýkoli hmotný či nehmotný majetek entity (finance, ale i reálný majetek). Aktiva představují všechno, co účetní jednotka vlastní a co jí v budoucnu přinese ekonomický prospěch.
Třídění aktiv v rozvaze by mělo dát odpověď na otázku, jaké prostředky má entita pro svoji činnost k dispozici, po jak dlouhou dobu by měly přinášet užitek, případně, s jakými omezeními či riziky je jejich držba spojena. Z tohoto pohledu se člení aktiva na dlouhodobá a krátkodobá.
Dlouhodobá aktiva jsou pořízena se záměrem jejich dlouhodobé držby. Jejich znakem je, že je entita užívá přímo ve své činnosti a že přinášejí užitek postupně, v průběhu více (či mnoha) účetních období. Mohou mít hmotnou podobu (např. pozemky, stavby, stroje, dopravní prostředky apod.) i nehmotnou povahu (např. software, autorská či jiná práva, patenty, receptury aj.). Další skupinou jsou tzv. dlouhodobé investice, což jsou aktiva, jejichž držba přináší užitek v podobě dividend, nájemného, úroků apod., popř. tím, že roste jejich hodnota v čase.
Krátkodobá aktiva jsou definována ve vztahu k časovému intervalu - v účetnictví 1 rok (např. krátkodobé pohledávky, krátkodobé cenné papíry) nebo k délce trvání provozního cyklu (např. zásoby). Od aktiv, která jsou v rozvaze vykázána jako krátkodobá, se očekává, že se (přímo či zprostředkovaně) přemění na peníze v průběhu následujícího účetního období. V některých rozvahách (např. v ČR) se lze s krátkodobými aktivy setkat pod označením „oběžná aktiva“.
V rozvaze jsou jednotlivé skupiny aktiv řazeny obvykle podle likvidnosti (neplést se související likviditou) od nejméně likvidních po nejlikvidnější (praxe ČR). V některých zemích je však tradičně používáno obrácené pořadí. Součástí aktiv jsou i položky upravující jejich hodnotu (v ČR oprávky a opravné položky). Ty, pokud se zobrazují, se uvádějí buď jako korekce ocenění daného aktiva ve zvláštním sloupci nebo jako zvláštní položka uvedená pod daným aktivem.

### Klasifikace pasiv
Pasiva představují zdroje, kterými jsou financována aktiva podniku.Tradičně se pasivum definuje jako zdroj krytí majetku, neboť informuje o tom, odkud (z jakých zdrojů) byl majetek podniku pořízen. Jde o závazky vůči věřitelům (včetně závazků z obchodního styku), vklady vlastníků do společnosti, zisky (ztráty) minulých let a výsledek hospodaření běžného roku. Jak patrno, dávají pasiva odpověď na otázku, zda a v jaké výši jsou aktiva dané entity financována vlastními či cizími zdroji, a dále, kdy bude třeba cizí zdroje věřitelům uhradit. Pro rozeznání těchto dvou zdrojů je rozhodující, zda je bude muset entita v budoucnu vrátit (splatit, uhradit). Pokud bude muset být finanční zdroj uhrazen, jedná se o závazek, v opačném případě jde o vlastní kapitál.
Cizí zdroje (závazky) jsou vykazovány primárně podle toho, na jak dlouho jsou entitě k dispozici. Rozhodujícím kritériem je tudíž doba jejich splatnosti. Obdobně jako v případě aktiv jsou proto tříděny na dlouhodobé (se splatností delší než 1 rok) a krátkodobé (splatné do 1 roku), tj. ve vztahu k časovému intervalu. Alternativně se lze setkat (jako u aktiv) s klasifikací založenou na jejich vztahu k provoznímu cyklu: závazky hrazené v průběhu jednoho provozního cyklu (např. vůči zaměstnancům, dodavatelům apod.) jsou klasifikovány jako krátkodobé.
Vlastní zdroje (vlastní kapitál) mohou mít původ jednak externí, jednak interní. Jejich identifikace závisí na typu entity (zda je to společnost vytvořená za účelem dosahování zisku či nějaká jiná, např. veřejně prospěšná, nezisková apod.) a na zaměření její činnosti. Příkladem může být soukromý podnik: externí vlastní zdroje pocházejí zejména z vkladů vlastníků (pokud to požaduje platná legislativa dané země), v menší míře z případných darů. Interní vlastní zdroj si podnik vytváří tím, že dosahuje zisku. O dosaženou ztrátu se tento zdroj snižuje.

### Formáty rozvahy, řazení aktiv a pasiv
Aktiva a pasiva se v rozvaze uvádějí buď vodorovně ve dvou sloupcích (tzv. T-forma neboli horizontální forma), kdy jsou aktiva uvedena na levé straně a pasiva na pravé, nebo svisle (vertikální forma). Horizontální forma rozvahy uvádí na levé straně aktiva, na pravé straně vlastní kapitál a pod ním závazky. Bilanční rovnice má pak tuto podobu: Aktiva = Vlastní kapitál + Závazky. Ve vertikální formě rozvahy jsou položky uvedeny pod sebou, nejdříve aktiva a pod nimi pasiva v členění na vlastní a cizí zdroje. Neobvyklá není ani forma, kdy se v rámci pasiv uvádí nejdříve cizí zdroje a poté vlastní kapitál.

## Ilustrace rozvahy
Protože struktura a názvy položek rozvahy závisí na typu entity, druhu její činnosti a dále na zemi, ve které působí, z celé široké škály je pro ilustraci vybrána rozvaha podnikatelských subjektů, a to ve dvou variantách: jednak podle požadavků IFRS, jednak podle účetních předpisů ČR.

### Rozvaha podle požadavků IFRS
Požadavky na finanční výkazy (a tudíž i na rozvahu) určené k všeobecnému účelu jsou zakotveny ve standardu IAS 1 - Sestavování a zveřejňování účetní závěrky. Cílem je předepsat obecnou základnu pro sestavování a předkládání účetních výkazů (v ČR účetní závěrka) a zajistit jejich srovnatelnost jak s minulým obdobím, tak s výkazy jiných entit. Finanční výkazy určené k všeobecnému účelu jsou definovány jako výkazy, které mají uspokojit informační potřeby těch uživatelů, kteří nejsou v pozici, jež by jim umožnila vyžadovat finanční zprávy vyhovující jejich partikulárním požadavkům. Pokud jde o rozvahu, IAS 1 určuje, jaké komponenty musí rozvaha minimálně obsahovat, jak má být strukturována a na jakých konceptech má být sestavena. Připomíná se zde předpoklad trvání entity, akruální báze účetnictví, rozlišení komponent na krátkodobé a dlouhodobé a řada kvalitativních charakteristik.
Pro rozvahu zavádí IAS 1 od r. 2007 název výkaz o finanční situaci (Statement of Financial Position), který nahrazuje dřívější název rozvaha (Balance Sheet). Entita ale nový názvem nemusí akceptovat. IAS 1 neurčuje ani závazný formát rozvahy. Umožňuje entitě, aby prezentovala aktiva a závazky v pořadí krátkodobé a poté dlouhodobé či naopak. Na straně pasiv nechává na vůli entity, zda bude uvádět nejdříve vlastní kapitál a poté závazky či naopak. Akceptuje dokonce i přístup Velké Británie, kde se klade důraz na dlouhodobý finanční kapitál; rozvaha pak nabývá podoby: Dlouhodobá/fixní aktiva + Krátkodobá aktiva -- Krátkodobé závazky = Dlouhodobé závazky + Vlastní kapitál
IAS 1 požaduje, aby informace zveřejňované ve výkazu o finanční situaci obsahovaly minimálně následující položky:
- (a) pozemky, budovy a zařízení;
- (b) investiční nemovitý majetek;
- (c) nehmotná aktiva;
- (d) finanční aktiva (s výjimkou částek uvedených v bodech (e), (h) a (i));
- (e) investice vykazované ekvivalenční metodou;
- (f) biologická aktiva;
- (g) zásoby;
- (h) obchodní a jiné pohledávky;
- (i) peníze a peněžní ekvivalenty;
- (j) celková aktiva klasifikovaná jako držená k prodeji a aktiva zahrnutá do vyřazovaných skupin klasifikovaných jako držená k prodeji podle IFRS 5 Dlouhodobá aktiva držená k prodeji a ukončené činnosti;
- (k) obchodní a jiné závazky;
- l) rezervy;
- m) finanční závazky (s výjimkou částek uvedených v bodech (k) a (l));
- (n) závazky a aktiva splatné daně podle definice v IAS 12 Daně ze zisku;
- (o) odložené daňové závazky a odložené daňové pohledávky podle definice v IAS 12;
- (p) závazky zahrnuté ve vyřazované skupině klasifikované jako držená k prodeji podle IFRS 5;
- (q) menšinový podíl prezentovaný v rámci vlastního kapitálu a
- (r) vydaný kapitál a fondy připadající vlastníkům mateřské společnosti.

Standard IAS 1 nepředepisuje pořadí ani formát, ve kterém se mají položky vykazovat. Účetní jednotka zveřejní ve výkazu o finanční situaci další řádky, záhlaví a mezisoučty, pokud je takové zveřejnění relevantní pro pochopení její finanční situace. Případná prezentace dalších položek závisí na funkci aktiv v rámci dané účetní jednotky, na jejich povaze a likviditě a rovněž na povaze a načasování závazků.

### Rozvaha podnikatelských subjektů ČR
Obsah, rozsah a formu rozvahy určují závazně české účetní předpisy. Níže je uvedeno jen základní schéma rozvahy. Jednotlivé položky se dále člení do podrobnějších skupin a podskupin.
AKTIVA
A. POHLEDÁVKY ZA UPSANÝ ZÁKLADNÍ KAPITÁL
B. DLOUHODOBÝ MAJETEK
- B.I. Dlouhodobý nehmotný majetek
- B.II. Dlouhodobý hmotný majetek
- B.III. Dlouhodobý finanční majetek

C. OBĚŽNÁ AKTIVA
- C.I .Zásoby
- C.II. Pohledávky
- C.III. Krátkodobý finanční majetek
- C.IV. Peněžní prostředky

D. ČASOVÉ ROZLIŠENÍ AKTIV
PASIVA
A. VLASTNÍ KAPITÁL
- A.I. Základní kapitál
- A.II. Ážio a kapitálové fondy
- A.III. Fondy ze zisku
- A.IV. Výsledek hospodaření minulých let (+/–)
- A.V. Výsledek hospodaření běžného účetního období (+/–)
- A.VI. Rozhodnuto o zálohové výplatě podílu na zisku (–)

B.+ C. CIZÍ ZDROJE
B. REZERVY
C. ZÁVAZKY
- C.I. Dlouhodobé závazky
- C.II. Krátkodobé závazky

D. ČASOVÉ ROZLIŠENÍ PASIV
Po sestavení rozvahy/výkazu o finanční situaci (a dalších účetních výkazů) následuje finanční analýza, jejímž cílem je získat hlubší pohled na současnou a v budoucnu očekávatelnou finanční situaci účetní jednotky.